# Lagidium viscacia viscacia
La vizcacha de la sierra, vizcacha montanera, o chinchillón (Lagidium viscacia viscacia) es la subespecie típica de la especie Lagidium viscacia, un roedor de la familia de las chinchillas. Se distribuye en el centro-oeste del Cono Sur de Sudamérica.

## Taxonomía
Esta subespecie es la típica de la especie, la cual fue descrita originalmente en el año 1782 por el sacerdote, naturalista, geógrafo y cronista chileno abate Juan Ignacio Molina, bajo la combinación científica de "Lepus viscacia".
Holotipo
El holotipo designado es el catalogado como: 
Localidad tipo
La localidad tipo referida es: “Andes de Chile”; en el año 1943 fue restringida por Osgood a “cordillera de Santiago, Provincia de Santiago, Chile”.
Etimología
Etimológicamente, el término subespecífico viscacia deriva de su nombre tradicional chileno “vizcacha”.
Caracterización y relaciones filogenéticas
Un estudio genético que comparó muestras de distintas poblaciones del género Lagidium, encontró que L. v. viscacia difiere de L. v. boxi mediante una distancia genética de 7,9 %, sobradamente suficiente para ser tratadas como especies separadas.
Otro estudio determinó que la distancia genética que separa L. v. viscacia de L. v. perlutea es de 5,0 a 5,4 %.

## Distribución

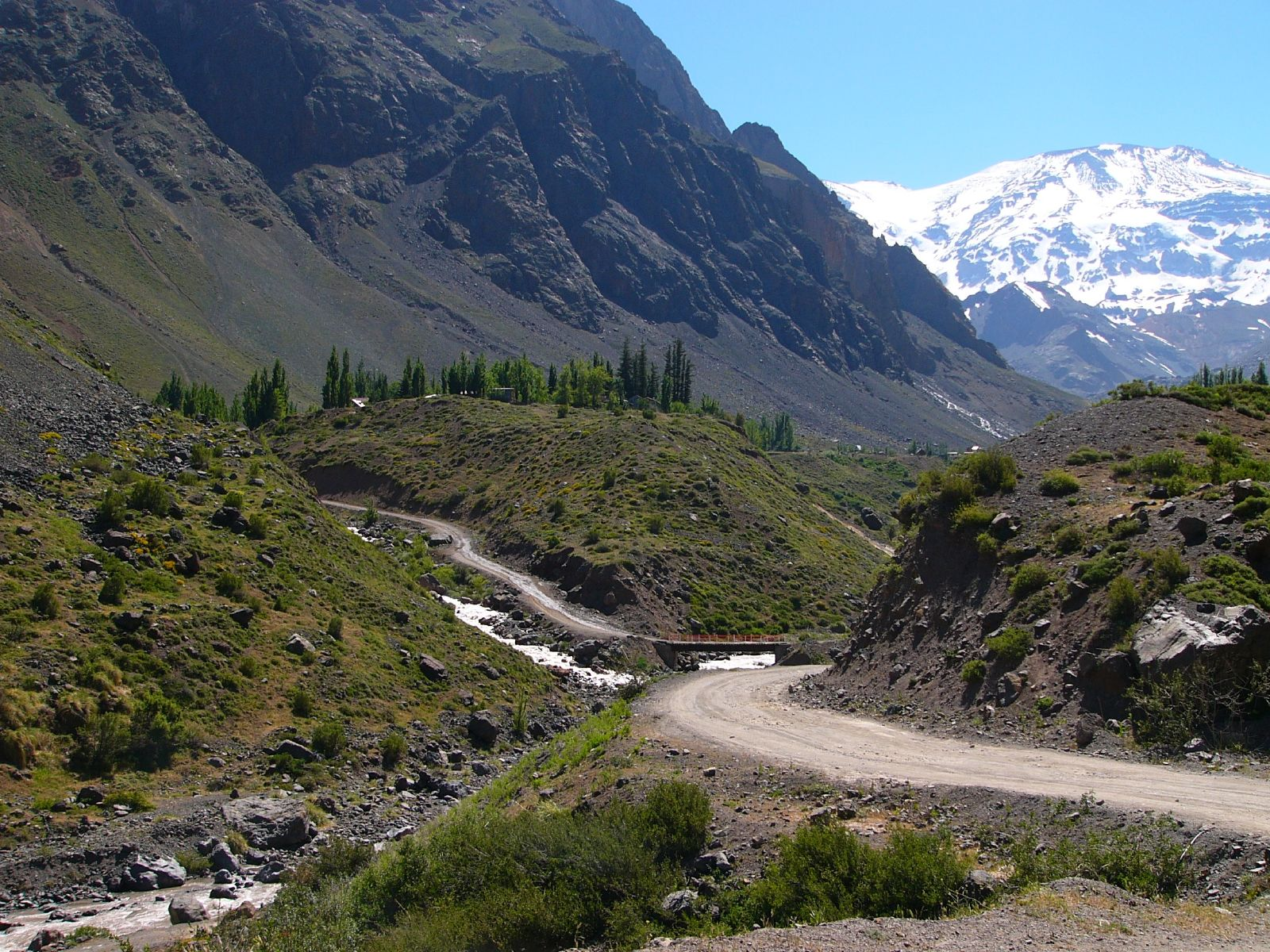
Cajón del río el Volcán; el hábitat de esta subespecie.

Esta subespecie se distribuye de manera endémica en el centro de Chile, tanto en los roqueríos de la cordillera de los Andes como en los riscos de las cumbres de la cordillera de la Costa.
Posee poblaciones en la Región Metropolitana de Santiago, en la Región de Valparaíso (Aconcagua, Valparaíso) y, según algunos autores, también pertenecerían a la subespecie típica las poblaciones de Vicuña, en la Región de Coquimbo y de Santa Rosa en la Región de Atacama.

## Características
Este taxón es un roedor bastante grande, mucho mayor que las subespecies norteñas; la longitud total oscila entre 795 a 800 mm.
La cabeza es corta y redondeada, posee grandes ojos oscuros y orejas siempre erectas, y bien largas (lo que lo diferencia de subespecies australes). A ambos lados del hocico exhibe muy largas vibrisas, rígidas, oscuras, las que apuntan hacia abajo y hacia atrás. Tanto sus molariformes como sus incisivos crecen en forma continua.
Posee un pelaje suave, denso y lanoso, el cual exhibe un patrón cromático dorsal (incluida la cabeza) de un tono gris hollín. Si bien presenta línea vertebral longitudinal de color más oscuro, esta es característicamente corta e inconspicua.
Ventralmente es claro, a menudo blanquecino, crema o acanelado.
Todas sus extremidades tienen 4 dedos; las almohadillas plantares son las únicas zonas desnudas de pelaje de todo su cuerpo. Las anteriores son más cortas, y sus débiles uñas no le sirven para cavar. Las posteriores son mayores y cuentan con fuerte musculatura y largos pies, que le permite escapar de sus predadores saltando entre las rocas. Los pelos de los pies son grises.
La cola es alargada y está cubierta por pelos largos, los que en su parte dorsal muestran mayor longitud y rigidez, concluyendo en su extremo en un mechón con forma de pincel, el cual es más oscuro, al igual que los pelos de la parte inferior de la cola. Esta, normalmente, se encuentra doblada hacia arriba; solamente la libera de esa posición cuando se desplaza entre las rocas, en razón de que cumple una función de balance para mantener la estabilidad durante sus grandes saltos.

## Historia natural
Muchos de los aspectos de su historia de vida se conocen poco o aún son especulativos, por lo que mayores estudios científicos se necesitan. 
Hábitat
Sus hábitats característicos siempre poseen abundantes rocas y vegetación no arbórea, rala, incluso desértica; especialmente prefieren acantilados, bardas aisladas, roquedales de cañadones y fuertes pendientes y enclaves rocosos que emergen de altiplanicies, siempre en ambientes agrestes.
Hábitos
Posee hábitos diurnos, con mayor actividad en las primeras y últimas horas del día. Es de costumbres gregarias, viviendo en grupos familiares o colonias. Cada individuo o pareja defiende un pequeño territorio, el cual se centra en la grieta entre las rocas que utilizan como guarida y una superficie de su derredor, la que incluye un área con tierra suelta que es empleada como revolcadero para empolvar su pelaje con el objetivo de que este conserve sus cualidades aislantes. También suele contar con una plataforma rocosa o balcón de descanso, donde toma baños de sol y sobre el cual la pareja realiza entre sí sesiones de espulgamiento y acicalamiento. Para mantenerse comunicados o alertar la presencia de posibles predadores, emiten una serie de sonidos de contacto y alarma.
Dieta y depredadores
Se alimenta solamente de vegetales, en especial de gramíneas. Durante el invierno no hibernan; frente a temporadas de frío riguroso pueden descender altitudinalmente buscando mejores condiciones de vida.
Entre sus posibles predadores se encontrarían el puma (Puma concolor), el zorro culpeo (Lycalopex culpaeus culpaeus) y grandes aves rapaces de hábitos diurnos, en especial el águila (Geranoaetus melanoleucus).
Reproducción
Se conoce muy poco de sus hábitos de cría. La temporada reproductiva abarcaría desde la primavera hasta el fin del verano. La hembra podría ser poliéstrica, pudiendo parir 2 o 3 veces cada año, si las condiciones le son propicias. Luego de un periodo de gestación de entre 120 y 140 días, dentro de su refugio entre las rocas da a luz a una única cría (raramente 2), la que ya nace con buen desarrollo, los ojos abiertos y la capacidad de complementar con vegetales la lactancia materna, la cual dura unos 60 días. Al llegar su peso a 1 kg, alcanza su madurez sexual, esto ocurre entre los 7 y los 12 meses de vida.
Conservación
Su captura por los humanos fue mayor en el pasado. Es cazada solo localmente, para aprovechar su carne y, en menor medida, su piel, de escaso valor comercial ya que la pelecha continuada de su pelaje hace que en todos los meses del año su piel no sea apta para un aprovechamiento industrial. Al poseer un hábitat poco utilizable desde el punto de vista agropecuario, no ha sido alterado, por lo cual el estado de conservación de sus poblaciones no presentaría problemas. 